# تشارلز ويكليف
تشارلز أندرسون ويكليف (بالإنجليزية: Charles A. Wickliffe)‏ (8 يونيو 1788 – 31 أكتوبر 1869) هو سياسي أمريكي ونائب من ولاية كنتاكي. كما شغل منصب رئيس مجلس نواب كنتاكي، وحاكم كنتاكي الرابع عشر، وعينه الرئيس جون تايلر مديرا عاما للبريد. اشترك ويكليف في العديد من سياسات حزب الويغ، إلا أنه نفسه كان مستقلا سياسيا، وغالبا ما كان يختلف في الرأي مع زعيم حزب الويغ في كنتاكي هنري كلاي.
تلقى ويكليف تعليما جيدا في المدارس العامة ومن خلال المعلمين الخصوصيين. درس القانون وانضم إلى نادي للمناقشة شمل أيضا فيليكس جراندي (أصبح لاحقا مدعي عام الولايات المتحدة) و ويليام بوب دوفال (أصبح لاحقا حاكم فلوريدا). تم انتخابه لمجلس نواب كنتاكي في عام 1812. وكان مؤيدًا قويًا لحرب 1812، وكان لفترة وجيزة ياور لجنرالين أمريكيين في الحرب. انتخب في عام 1823 لأولى فتراته الخمس متتالية في مجلس النواب الأمريكي. عاد إلى مجلس نواب ولايته في عام 1833، وانتخب نائب الحاكم العاشر في عام 1836. توفي الحاكم جيمس كلارك في منصبه في 5 أكتوبر 1839، وأصبح ويكليف حاكما للتسعة أشهر المتبقية من ولاية كلارك.
عينه الرئيس تايلر في منصب مدير عام للبريد بعد انتهاء ولايته كحاكم. كان على متن باخرة في عام 1844 عندما تم طعن من قبل رجل وجد فيما بعد أنه مجنون. أرسله الرئيس جيمس بوك في مهمة سرية عام 1845 لاستطلاع عن نوايا البريطانيين والفرنسيين فيما يتعلق بضم تكساس وتقييم جدوى قيام الولايات المتحدة بمثل هذا العمل. كانت مشاركة ويكليف في هذا المسعى قد أبعدته عن حزب الويغ.
تم انتخاب ويكليف مرة أخرى في مجلس النواب الأمريكي في عام 1861، وخدم فيه لفترة ولاية واحدة. حاول تجنب الحرب الأهلية من خلال العمل كمندوب في كل من مؤتمر السلام لعام 1861 ومؤتمر ولايات الحدود. انحاز ويكليف إلى قضية الاتحاد بعد إعلان الحرب. سعى مرة أخرى إلى منصب الحاكم في عام 1863، ولكن القوات العسكرية الفيدرالية تدخلت في الانتخابات، مما أدى إلى فوز ساحق لصالح توماس برامليت. أصيب ويكليف بإعاقة في زمن لاحق من حياته بعد أن تعرّض لحادث عربة، كما أصبح أعمى. توفي في 31 أكتوبر 1869 وهو يزور ابنته في ماريلاند.